# 조석필
조석필(曺碩弼, 1953년 12월 21일 ~ )은 대한민국 산악인이다.
1987년 전남의대 산악부를 이끌고 히말라야 렌포강 (7,083 m) 원정대를 성공적으로 이끌어 그해 한국대학산악연맹에서 선정하는 '올해의 산악인상'을 수상했다. 산경표를 발굴한 이우형 (산악인)을 통하여 백두대간을 알게 된 이 후, 1992년의 호남정맥 종주를 계기로 백구대간 복원 운동에 헌신하여 땅끝기맥, 영산북기맥, 섬진지맥을 종주했다. 1997년 백두대간 이론의 전범(典範)이 된 저서 (태백산맥은 없다)를 통해 백두대간 체계를 정립한 공으로 2002년 [사람과 산]에서 선정한 ‘산악지도자상’을 수상하고 2005년 대통령상을 수상하였다.

## 저서
- (산경표를 위하여) 산악문화, 1994, ISBN 89-85526-05-7
- (태백산맥은 없다) 사람과산, 1997. ISBN 89-85526-28-6
- (월출산) 빛깔있는 책들 202, 1999 ISBN 89-369-0202-4
- (10살짜리 아들을 히말라야에 데려가도 될까요) 산악문화, 2005 ISBN 89-85526-42-1
- (길의 기쁨 산티아고) 산악문화, 2014 ISBN 978-89-85526-71-5